# Кінети

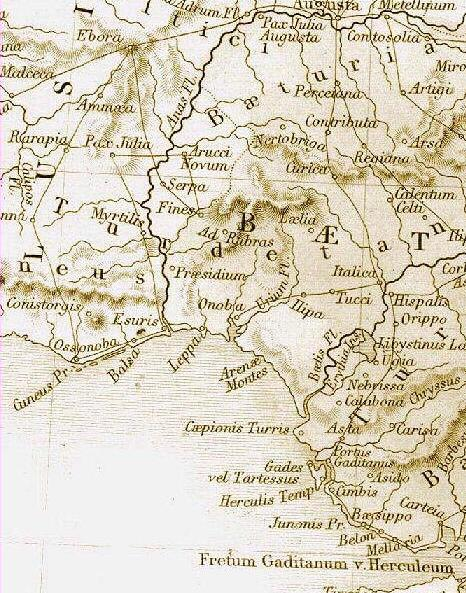
Карта Кадиської затоки в давнину. Місцевість Conistorgis локалізується приблизно на північ від міста Ossonoba (нині португальське місто Фару).

Кінети, кінесійці (Cynetes у Геродота) або конії (Conii у Страбона) — один із доримських народів Іберійського півострова, який оселився на території сучасних регіонів Алгарве та Алентежу на півдні Португалії до VI століття до н. е.

## Історичні згадки
Назва народу «конії», яку згадує Страбон, мабуть, тотожна кінесіям (Cynesii) або кінетам, яких згадує Геродот як найзахідніших жителів Європи, відрізняючи їх від кельтів. Геродот писав:
|  | Адже річка Істр починається в країні кельтів біля міста Пірени і тече, перетинаючи Європу посередині. Кельти ж мешкають за Геракловими стовпами поруч із кінетами, які живуть на крайньому заході Європи. |

В іншому фрагменті, знову згадуючи кельтів на крайньому заході Європи, Геродот пише, що вони були сусідами з кінетами:
|  | …Адже Істр тече через усю Європу, починаючись у землі кельтів — найзахіднішої народності в Європі після кінетів. |

Як писав Страбон,
|  | В області іберійських кельтів найвідоміше місто — Коністорг. |

Місцевою мовою назва Conistorgis, мабуть, означала «місто коніїв». Місто зруйнували лузітани під час Лузітанської війни проти римлян, оскільки конії стали союзниками римлян під час римського завоювання Іберійського півострова. Точне місцезнаходження міста досі не встановлено.

## Походження
Авіен згадує народ естримніїв, який жив у тих самих місцях, де й кінети.
Як видно з наведених вище фрагментів, жоден із древніх авторів не заглиблюється в питання про походження кінетів (коніїв), проте, якщо Геродот чітко відрізняє їх від кельтів, то через кілька століть, за часів Страбона, вони вже могли засвоїти кельтські звичаї.
На території, де локалізуються кінети, виявлено написи тартесійською мовою, виконані південно-західним різновидом іберського письма. Близькість області кінетів до Тартессу дозволяє припустити, що вони були споріднені з турдетанами.